# Jugene Blue Gene/P
| Виробник                   | IBM                   |
| Ядра                       | 294,912               |
| Процесор                   | PowerPC 450 4C 850MHz |
| З'єднання                  | Proprietary           |
| Продуктивність             |                       |
| Linpack Performance (Rmax) | 825.5 TFlop/s         |
| Theoretical Peak (Rpeak)   | 1,002.7 TFlop/s       |
| Споживання енергії         |                       |
| Потужність                 | 2,268.00 кВт          |
| Програмне забезпечення     |                       |
| Операційна система         | CNK/SLES 9            |

## JUGENE
JUGENE (Jülich Blue Gene) був суперкомп'ютер побудований IBM для Forschungszentrum Jülich у Німеччині. Вона була заснована на Blue Gene / P і перейшла на JUBL на основі попереднього дизайну. Це був при вступі другий найшвидший комп'ютер у світі, і за місяць до його виведення з експлуатації в липні 2012 року він був на 25 місці в списку TOP500. Комп'ютер знаходився у власності "Суперкомп'ютерного центру Jülich" (АТ) та Центру суперкомп'ютерів Гауса.
З 65,536 ядра PowerPC 450, що працюють на частоті 850 МГц і розміщені в 16 шафах, комп'ютер досягає пікової потужності обробки 222,8 TFLOPS (Rpeak). З офіційним рейтингом LINPACK benchmarks 167,3 TFLOPS (Rmax) JUGENE займає друге місце в загальному і є найшвидшим цивільним / комерційним комп'ютером у списку TOP500 листопада 2007 року.
Комп'ютер фінансувався Forschungszentrum Jülich, штатом Північний Рейн-Вестфалія, Федеральним міністерством досліджень та освіти, а також Асоціацією гельмгольців Німецьких дослідницьких центрів. Керівник АТ Томас Ліпперт зазначив, що "Єдине, що стосується нашого JUGENE - це надзвичайно низьке енергоспоживання в порівнянні з іншими системами, навіть при максимальних обчислювальних потужностях". Синій ген / P-System повинен досягати близько 0,35 GFLOPS / Вт і, таким чином, на порядок більш ефективний, ніж звичайний суперкомп'ютер на базі x86 для аналогічного завдання.
У лютому 2009 року було оголошено, що JUGENE буде модернізовано, щоб досягти успіху петафлопс у червні 2009 року, зробивши його першим суперкомп'ютером у Європі.
26 травня 2009 року було відкрито нове налаштування JUGENE. Він містить 294,912 ядра процесорів, 144 терабайт пам'яті, 6 петабайтів пам'яті на 72 стійках. З максимальною продуктивністю приблизно один PetaFLOPS, він був у той час третім найшвидшим суперкомп'ютером у світі, що займав місце за IBM Roadrunner та Jaguar.Нова конфігурація також включає нову систему охолодження води, яка суттєво зменшить витрати на охолодження.
Два передніх вузли JUGENE працюють із SUSE Linux Enterprise Server 10.
JUGENE було знято з експлуатації 31 липня 2012 року та замінено системою Blue Gene / Q JUQUEEN.

## Blue Gene/P
У червні 2007 року IBM представила Blue Gene / P - друге покоління серії суперкомп'ютерів Blue Gene і розроблене завдяки співпраці, яка мала в собі IBM, LLNL та обчислювальний комплекс Leadership National Argonne National Laboratory.

### Дизайн
Дизайн Blue Gene / P - це технологія, що розвивається від Blue Gene / L. Кожен об'єм чипа Blue Gene / P містить чотири процесорні блоки PowerPC 450, що працюють на частоті 850 МГц. Сердечники є кеш-когерентними, а мікросхеми можуть працювати як симетричний багатопроцесор з 4-х напрямків (SMP). Підсистема пам'яті на чипі складається з невеликих приватних кеш-пам'яті L2, центральної загальної 8 Мб кешу L3 та двох контролерів пам'яті DDR2. Чип також інтегрує логіку для вузла до вузла зв'язку, використовуючи ті ж мережеві топології як Blue Gene / L, але більш ніж у два рази пропускної здатності. Обчислювальна карта містить чип Blue Gene / P з 2 або 4 Гб DRAM, що включає "обчислювальний вузол". Одиночний обчислювальний вузол має максимальну продуктивність 13,6 GFLOPS. 32 Обчислювальні картки підключені до плати вузлів з повітряним охолодженням. Стійка містить 32 вузлові дошки (таким чином, 1024 вузли, 4096 ядер процесорів). Використовуючи безліч дрібного, низьке енергоспоживання, щільно упаковані чипи, Blue Gene / P перевищила енергетичну ефективність інших суперкомп'ютерів свого покоління, і в 371 MFLOPS / W Blue Gene / P установка займає на або поблизу верхньої частини Green500 списків у 2007-2008 рр.

### Установки
Нижче наведено неповний перелік установок Blue Gene / P. У листопаді 2009 року список TOP500 містив 15 установок Blue Gene / P з 2-х стійок (2048 вузлів, 8192 процесорних ядер, 23,86 TFLOPS LINPACK benchmarks) та більше.
- 12 листопада 2007 року на Forschungszentrum Jülich в Німеччині працювала перша установка Blue Gene / P, JUGENE з 16 стійками (16384 вузли, 65,536 процесора) з продуктивністю 167 TFLOPS. Коли він був відкритий, це був найшвидший у Європі суперкомп'ютер і шостий найдинамічніший у світі. У 2009 році JUGENE було оновлено до 72 стійок (73,728 вузла, 294,912 процесорних ядер) зі 144 терабайтами пам'яті та 6 петабайтів накопичувачів і досягнуло максимальної продуктивності 1 PetaFLOPS. Ця конфігурація має в собі нові теплообмінники повітря-вода між стійками, що значно знижують витрати на охолодження. JUGENE було закрито в липні 2012 року та замінено системою Blue Gene / Q JUQUEEN
- 40-стійка (40960 вузлів, 163840 процесорних ядер) система "Intrepid" в Національній лабораторії Argonne зайняла № 3 у червні 2008 р. У списку Top 500. Система Intrepid є одним з основних ресурсів програми INCITE, в якій час роботи процесора присуджується науковим та інженерним проєктам "великого виклику" на конкурсній основі.
- Національна лабораторія Лоуренса Лівермора встановила у 2009 р. Установку "Blue Genie / P" на 36 стовбурів "Dawn".
- Університет науки і техніки ім. К. Абдулли (KAUST) встановив у 2009 році установку Blue Gene / P з 16 стійок.
- У 2012 році в Університеті Райса було встановлено 6-стійку Blue Gene / P, яку буде спільно керувати разом з Університетом Сан-Паулу.
- 2,5-розрядна система Blue Gene / P є центральним процесором проєкту Low Frequency Array для радіоастрономії (LOFAR) у Нідерландах та навколишніх європейських країнах. Ця програма використовує можливості потокового передавання даних машини.
- 2-х стійка Blue Gene / P була встановлена у вересні 2008 року в Софії, Болгарія, і її експлуатують Болгарська академія наук та Софійський університет.
- У 2010 році в Мельбурнському університеті було встановлено 2-х стійку (8192-ядерну) Blue Gene / P для ініціативи обчислень в галузі життєвих наук у Вікторії.
- У 2011 році в Кентерберійському університеті в Крайстчерчі, Нова Зеландія, було встановлено 2-стійку Blue Gene / P.
- У 2012 році в Університеті Рутгерса в Піскатауе, штат Нью-Джерсі, було встановлено 2-стійку Blue Gene / P. Його назвали "Екскалібур", як честь талісмана Рутгерса - "Алого лиця".
- У 2008 році в Рочестерському університеті в Рочестері, Нью-Йорк, було встановлено 1-стійку (1024 вузли) Blue Gene / P з 180 Тб зберігання.
- Перший Blue Gene / P в регіоні АСЕАН був встановлений у 2010 році в Університеті дослідницького центру Брунею-Даруссаламу, UBD-IBM Center. Ця установка спонукала науково-дослідну співпрацю між університетами та дослідженнями з питань моделювання клімату IBM, які вивчатимуть вплив зміни клімату на прогнозування повені, урожайність сільськогосподарських культур, відновлювані джерела енергії та здоров'я тропічних лісів в регіоні та інші.
- У 2013 році 1-стійка Blue Gene / P була передана до Департаменту науки і техніки для прогнозів погоди, управління стихійними лихами, точного сільського господарства та охорони здоров'я, яке розміщене в Національному комп'ютерному центрі, Діліман, Кесон-Сіті, під егідою Філіппінський центр геномів (PGC) Основний фонд для біоінформатики (CFB) в UP Діліман, Кесон-Сіті.[10]

### Програми
- Веселін Топалов, претендент на титул Чемпіона світу з шахів у 2010 році, підтвердив в інтерв'ю, що він під час підготовки до матчу використовував суперкомп'ютер Blue Gene / P.
- Комп'ютер Blue Gene / P був використаний для імітації приблизно одного відсотка кори кора головного мозку людини, що містить 1,6 мільярда нейронів з приблизно 9 трильйонів з'єднань.
- Команда проєкту IBM Kittyhawk перенесла Linux на обчислювальні вузли та продемонструвала загальні робочі навантаження Web 2.0, що працюють у масштабі на Blue Gene / P. Їх робота, опублікована в Огляді операційних систем ACM, описує драйвер ядра, який тунелює Ethernet через мережу дерев, що призводить до повного з'єднання з TCP / IP. Запуск стандартного програмного забезпечення Linux, подібного до MySQL, результати їх ефективності на SpecJBB належать до числа найвищих у списку.
- У 2011 році в університеті Rutgers University / IBM / University of Texas команда з'єднала установку KAUST Shaheen з установкою Blue Gene / P у дослідницькому центрі IBM Watson в "федеративну високопродуктивну обчислювальну хмару", яка виграла виклик IEEE SCALE 2011 з застосування оптимізації нафтових резервуарів.[11]